# Smittium urbanum
Smittium urbanum är en svampart som beskrevs av López-Lastra, M.G. Mazzucch. & Lichtw. 2000. Smittium urbanum ingår i släktet Smittium och familjen Legeriomycetaceae.   Inga underarter finns listade i Catalogue of Life.